# Suctobelbella tamurai
Suctobelbella tamurai är en kvalsterart som beskrevs av Chinone 2003. Suctobelbella tamurai ingår i släktet Suctobelbella och familjen Suctobelbidae. Inga underarter finns listade i Catalogue of Life.